# 安布羅斯鎮區 (北達科他州迪瓦德縣)
安布羅斯鎮區（英語：Ambrose Township）是位於美國北達科他州迪瓦德縣的一個鎮區。

## 地方資料
安布羅斯鎮區的面積為109.71平方千米，當中陸地面積為105.89平方千米，而水域面積為1.82平方千米。根據2020年美國人口普查的數據，當地共有人口25人，而人口密度為每平方千米0.23人。